# Михендорф
Михендорф (њем. Michendorf) општина је у њемачкој савезној држави Бранденбург. Једно је од 38 општинских средишта округа Потсдам-Мителмарк. Према процјени из 2010. у општини је живјело 11.614 становника. Посједује регионалну шифру (AGS) 12069397.

## Географски и демографски подаци
Михендорф се налази у савезној држави Бранденбург у округу Потсдам-Мителмарк. Општина се налази на надморској висини од 45 метара. Површина општине износи 68,5 km². У самом мјесту је, према процјени из 2010. године, живјело 11.614 становника. Просјечна густина становништва износи 170 становника/km².

## Међународна сарадња
| Мјесто | Држава    | Врста сарадње | Од    |
| ------ | --------- | ------------- | ----- |
|        | Француска | контакт       | 2000. |
| Извор  |           |               |       |